# Straż Mazurska
Straż Mazurska – tajna organizacja polska utworzona na terenach plebiscytowych w czasie plebiscytów na Warmii, Mazurach i Powiślu w 1920 r.  
Pod koniec grudnia 1919 r. Oddział II Sztabu, dzięki uzyskanym kredytom i niewielkiej grupie żołnierzy oddelegowanych z Wojska Polskiego, rozpoczął prace organizacyjne w celu utworzenia Straży Mazurskiej. Stała się ona jedyną polską organizacją militarną działającą na terenach plebiscytowych Prus Wschodnich. Jej komendantem naczelnym został, urodzony w Butrynach koło Olsztyna, podporucznik Jan Niemierski (pełnił stanowisko od 15 lutego 1920 do 12 lipca 1920).
Naczelna Komenda Straży Mazurskiej (NKSM) posiadała własne biura w Działdowie i Olsztynie. Składała się z trzech oddziałów: organizacyjnego, informacyjnego (wywiadowczego) i prasowo-politycznego. Działała niezależnie od Warmińskiego i Mazurskiego Komitetów Plebiscytowych, z którymi jednak ściśle współpracowała. W całokształcie swej pracy podlegała bezpośrednio Oddziałowi II Sztabu (Wydziałowi Plebiscytowemu).
Straż Mazurska, oprócz organizowania typowo propagandowej pracy plebiscytowej, dążyła do utworzenia na terenach Warmii, Mazur i Powiśla ściśle zakonspirowanych, karnych struktur polskich, brała udział w ochronie polskich wieców, a także starała się wciągnąć w sferę swych wpływów związki sportowe, gimnastyczne itp., na które oddziaływała w duchu polskości; przyczyniała się także do powstawania nowych kół i organizacji.
Za całokształt pracy organizacyjnej i prowadzenie pracy kancelaryjnej NKSM odpowiadał Oddział I. Szefem Oddziału został ppor. Paweł Wieczorek. Podlegali mu kierownicy grup: Wschód i Zachód – pchor. Romuald Dramiński i ppor. Józef Kwiatkowski. Kierownicy powiatowi podlegali bezpośrednio szefowi Oddziału, jednak instrukcje otrzymywali od kierowników grup, którzy odpowiadali także za kontrolowanie poszczególnych powiatów.
Najbardziej zakonspirowanym oddziałem Naczelnej Komendy Straży Mazurskiej był Oddział II – wywiadowczy. Prowadził on działania wywiadowcze na terenie całych Prus Wschodnich ze szczególnym uwzględnieniem terenów oraz spraw związanych z plebiscytem. Jego komendantem został ppor. Stanisław Zenon Zakrzewski oficer Oddziału II SG (pseudonim Zenon Skiba) formalnie będący urzędnikiem Konsulatu Generalnego RP w Olsztynie. Oddział II NKSM posiadał agentów i informatorów w niemieckich jednostkach wojskowych, organizacjach paramilitarnych, partiach politycznych, a także w alianckiej Komisji Międzysojuszniczej. Zbierał informacje nie tylko o niemieckich przygotowaniach wojskowych na pograniczu, transportach broni i amunicji itp., lecz także o stosunkach panujących w Komisji Międzysojuszniczej i w niemieckich organizacjach oraz komitetach plebiscytowych. Z tych ostatnich informacji korzystały również polskie komitety plebiscytowe, w których zresztą Oddział II także posiadał informatorów. Oddział II NKSM zdobywał informacje nie tylko na potrzeby polskiej akcji plebiscytowej. W 1920 r. był najważniejszym ogniwem w systemie polskiego wywiadu na kierunku Prus Wschodnich. Pod pozorem prowadzenia akcji plebiscytowej agenci NKSM mieli możliwość poruszania się po terenie plebiscytowym i zdobywania informacji czysto wojskowych, w czym odnosili niewątpliwe sukcesy.
Szefem Oddziału III NKSM – polityczno-prasowego został rotmistrz Stanisław Michalski (ps. Sase), a następnie dr Antoni Łangowski. Oddział ten składał się z trzech biur: prasowego, politycznego i informacyjnego. Jego zadaniem było przygotowywanie cotygodniowych obszernych raportów dla Biura Plebiscytowego Oddziału II.
Za Oddział IV NKSM – obrony wieców – uważano Lotne Oddziały Bojowe Straży Mazurskiej (LOB), nazywane również bojówkami. Utworzono je 1 marca 1920 r. Powstanie bojówek uzasadniano przede wszystkim zamiarem przeciwstawienia się czynnym wystąpieniom bojówek niemieckich oraz osłoną pracy agitacyjnej Komitetów Mazurskiego i Warmińskiego. Początkowo dowodził nimi, zajmując się także werbunkiem, kierownik Straży Mazurskiej powiatu olsztyńskiego – Jan Jabłoński. Od 10 kwietnia 1920 r. kierownictwo nad LOB objął ppor. Tadeusz Skinder – adiutant Komendanta Naczelnego Straży Mazurskiej. Ludzi do bojówek rekrutowano na zasadzie opinii i wniosków Mazurskiego i Warmińskiego Komitetu Plebiscytowego oraz Biura Statystycznego przy Konsulacie Rzeczypospolitej Polskiej w Olsztynie. Często do LOB należeli także członkowie Towarzystwa Gimnastycznego „Sokół”.
Podstawowym uzbrojeniem polskich bojówkarzy były tzw. „laski plebiscytowe” – czyli grube kije. LOB posiadały także granaty ręczne, pistolety, karabiny, a nawet kilka sztuk lekkich karabinów maszynowych. LOB odniosły kilka znaczących sukcesów na Powiślu: m.in. 24 maja w czasie wiecu w Kwidzynie doszło do starcia z bojówką niemiecką, którą rozpędzono (w czasie tego zajścia Polacy użyli 20 – osobowego konnego „oddziału”). 3 lipca rozbito niemiecki wiec w Sztumie, a 4 lipca w Sztumskiej Wsi i Postolinie. Bojówki powiślańskie były wspomagane przez LOB z Olsztyna. Znacznie mniej sukcesów LOB mogły odnotować na Warmii i Mazurach.
Likwidację Straży Mazurskiej rozpoczęto już 12 lipca 1920 roku. W przededniu plebiscytu formalnie liczyła ona około 6 000 członków, lecz jej faktyczna siła była nieproporcjonalnie mniejsza w stosunku do tej liczby. Straż Mazurska miała stanowić przeciwwagę dla niemieckich organizacji paramilitarnych, które przy pomocy terroru paraliżowały polską działalność plebiscytową. Jednak te ostatnie skupiały w swych szeregach około 70 000 stosunkowo dobrze uzbrojonych i doskonale zorganizowanych ludzi, a więc ponad 10 razy więcej aniżeli Straż Mazurska. W razie konfrontacji zbrojnej z niemieckimi organizacjami wojskowymi zostałaby szybko zduszona. Nie była realnym oparciem dla prac polskich komitetów plebiscytowych. Nie zapewniała także ochrony polskich wieców przed bojówkami niemieckimi. Utworzone w tym celu Lotne Oddziały Bojowe generalnie w niewielkim stopniu, ze względu na swą liczebność, reagowały na wzmagający się terror niemiecki.
Organizacja Straży Mazurskiej natrafiała na spore trudności w obsadzie stanowisk z powodu braku nadających się do pracy organizacyjnej i konspiracyjnej miejscowych Polaków. Dużym problemem były także zbyt szczupłe środki finansowe. Największe sukcesy NKSM odnosiła w pracach wywiadowczych. Dzięki nim strona polska dysponowała dokładnymi informacjami o niemieckich przygotowaniach plebiscytowych, liczebności organizacji paramilitarnych i koncentracji Reichswehry w Prusach Wschodnich.